# 삼점조명

전형적인 삼점조명의 구조

삼점 조명(三點照明, three-point lighting) 은 사진, 영화, 컴퓨터 그래픽 등에 쓰이는 조명 기술 중 하나이다. 세 방향에서 피사체를 향해 빛을 주는 방법으로, 빛의 세기와 위치에 따라 주광 (key light), 보조광 (fill light), 역광 (back light)으로 나뉜다. 영화에서는 일반적으로 삼점 조명에 배경 조명을 합친 네 개의 조명을 주로 사용하고 있다.

## 주광
주광은 피사체를 가장 많이 비추는 주된 광선을 가리키며, 노출의 기본치를 결정하는 역할을 하게 된다. 주광은 피사체의 주된 그림자를 만들어주고, 피사체의 형태와 표면 질감을 나타내 준다. 예를 들어, 야외에서 사진을 촬영할 때는 태양이 주광 구실을 하게 된다.

## 보조광
보조광은 측면에서 피사체를 향해 오는 빛으로, 주광선이 만든 그림자 부분을 없애거나 부드럽게 다듬기 위하여 쓰인다. 보통 보조광은 주광보다 약하고 부드러운 빛을 사용하며 낮은 위치에서 사용하게 된다.
보조광을 만드는 데에는 주로 램프를 사용하지만, 반사판이나 빛을 반사하는 흰색 벽을 사용하기도 한다.

## 역광
역광은 주광과는 반대 방향에서 피사체를 비추는 조명으로, 피사체를 배경으로부터 돋보이게 하기 위하여 사용된다. 주로 피사체의 뒤쪽에서 사용하며, 피사체의 가장자리에 밝은 선을 만들어주어 피사체를 배경과 분리시킨다.